# Austriacka okupacja Spisza i Podhala
Austriacka okupacja Spisza i Podhala – wiosną 1769 oddział konfederatów barskich, dowodzony przez Józefa Bierzyńskiego podjął nieudaną próbę opanowania zamku w Starej Lubowli, pozostającego w rękach Kazimierza Poniatowskiego. Ten poprosił wówczas Austriaków o zajęcie starostwa spiskiego.
Trwająca od 1769 okupacja terenów starostwa spiskiego przez Austrię, oficjalnie prowadzona była pod pretekstem utrzymywania kordonu sanitarnego chroniącego Królestwo Węgier przed epidemią dżumy. Od 1770 obejmowała także starostwa nowotarskie, czorsztyńskie i sądeckie. Aż do 1772 i I rozbioru Polski, gdy włączono je do państwa Habsburgów (do węgierskiej części), tereny te oficjalnie pozostawały częścią Korony Królestwa Polskiego.